# دينيس فينتورا
دينيس فينتورا (1 أغسطس 1995 بسلوفاكيا - ) هو لاعب كرة قدم سلوفاكي في مركز الوسط. شارك مع منتخب سلوفاكيا تحت 18 سنة لكرة القدم. أما مع النوادي، فقد لعب مع نادي سينيتسا.

## وصلات خارجية
- دينيس فينتورا على موقع قاعدة بيانات كرة القدم.إي يو (الإنجليزية)
- دينيس فينتورا على موقع Soccerway.com (الإنجليزية)